# Maria Amélia Chaves
Maria Amélia de Sousa Ferreira Chaves de Almeida Fernandes (São Jorge de Arroios, Lisboa, 28 de janeiro de 1911 – Lisboa, 5 de abril de 2017) foi uma engenheira civil portuguesa.
Foi a primeira Engenheira Civil formada pelo Instituto Superior Técnico da Universidade Técnica de Lisboa e a primeira mulher a integrar a Ordem dos Engenheiros. Foi responsável pela introdução dos primeiros cálculos antissísmicos em Portugal no setor da construção civil.
Era filha do General João Carlos Pires Ferreira Chaves e de sua mulher Cacilda Amélia de Sousa Chaves, doméstica, natural de Lisboa (freguesia de Santa Isabel). Sobrinha do engenheiro Raul Pires Ferreira Chaves, de Maria Alexandrina Pires Ferreira Chaves e de Olímpio Ferreira Chaves.
A 19 de setembro de 1939, casou civilmente com o General Afonso de Almeida Fernandes.
Em 2011, foi homenageada pelo Instituto Superior Técnico por ocasião do seu centésimo aniversário. Em 2025, foi atribuída a designação Rua Maria Amélia Chaves à Rua C à Avenida de Praga, na freguesia de Carnide, em Lisboa.